# محمد نادر أيمي
محمد نادر أيمي هو لاعب كرة قدم أفغاني في مركز حراسة المرمى، ولد في 3 مارس 1982 في أفغانستان. شارك مع منتخب أفغانستان لكرة القدم.

## وصلات خارجية
- محمد نادر أيمي على موقع ناشيونال فوتبول تيمز (الإنجليزية)